# 黑莓
黑莓是黑莓亞屬（学名：Rubus subg. Rubus）多个植物的合称，属薔薇科懸鉤子屬，为灌木或小乔木，可以長到3公尺（10英呎）高，並生產軟質的果實——常用作甜點、果醬、無子果凍，有時也用來製水果酒。有多種懸鉤子屬植物稱作黑莓，而且這些種很容易發生雜交，因此栽培品種的種數會較原生種的多上許多。體型較小的近親——欧洲木莓（学名：Rubus caesius）可以透過其果實上白色臘狀的外層與黑莓來作區別，而且它們的小核果數量也較少。

## 生長習性
黑莓具有匍匐向上的習性，拱壯的莖上帶有短而彎但銳利的棘刺。當彎曲下垂的枝條碰觸到地面時，會由枝條頂端的節上長出根來，由於這種特性，再加上黑莓的生長速度很快，使得生長在林地、灌木叢、山坡地上的黑莓，可以在很短的時間內向外擴散佔據一大片的土地。黑莓可以忍受貧瘠的土壤，是荒地及建築工地的先驅植物。葉為掌狀葉，有三至五片小葉，花白色或粉紅色，開花期為每年的5月至8月，果實成熟時為黑色或暗紫色。黑莓花是一種良好的蜜源植物，一大片野生黑莓可以產出棕色至黑色充滿果香的蜂蜜。

## 果實

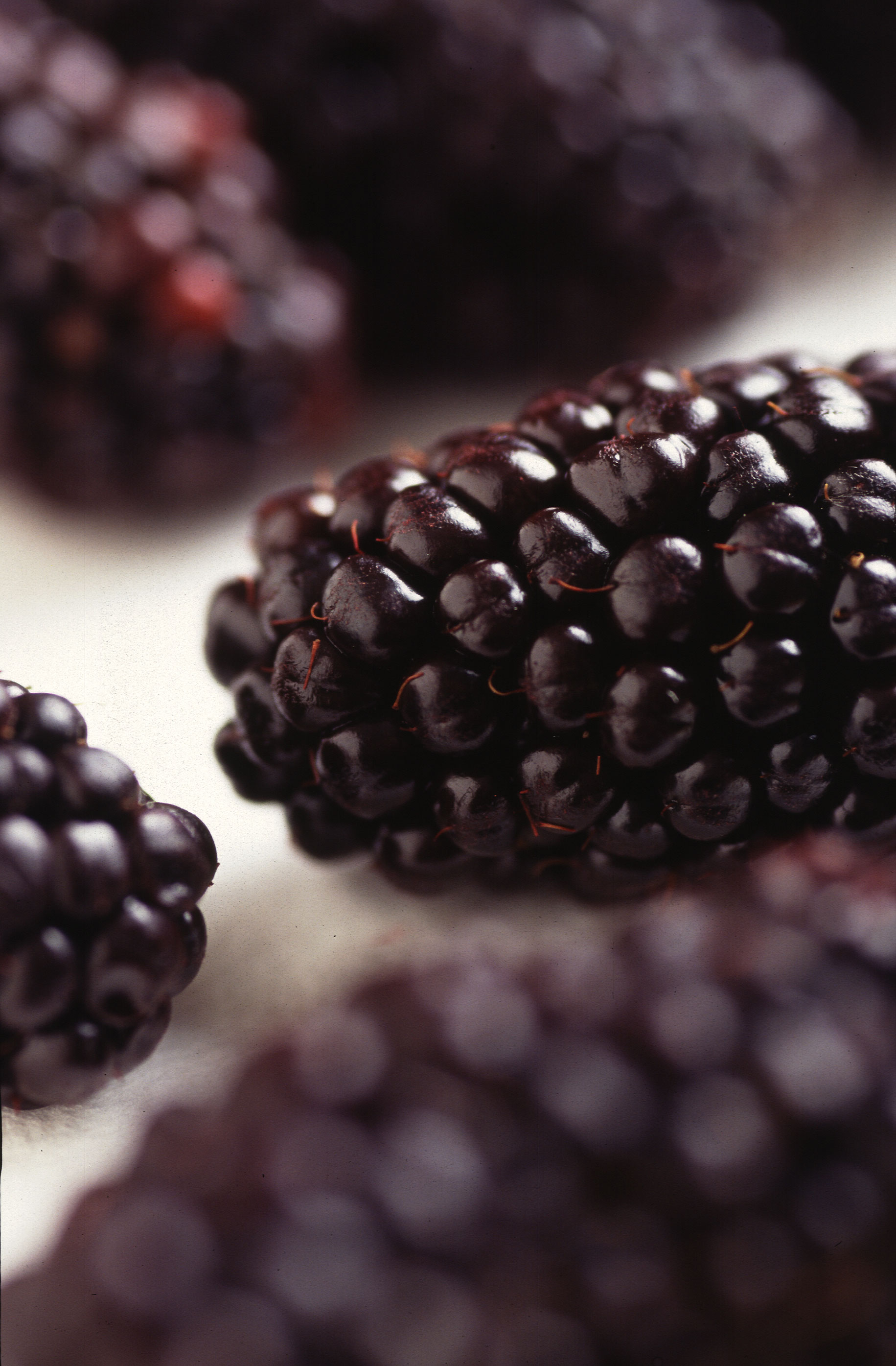
黑莓果實

黑莓是黑莓樹果實的稱呼。在正式植物學語言中，它們並非真正的漿果，而是一種聚合果，由許多小核果所組成。
黑莓處於先期的花朵能產生的小核果數量多於後期，這樣的徵候顯示了幾項可能：根部耗竭、極為勉強的授粉者數量，或是環境狀態的小小變動，例如雨天，或者天氣太熱使得蜜蜂無法在清晨以後工作，導致蜜蜂探訪的次數減少或花粉粒傳到花朵的數量減少，最後使得果實品質下降。小核果只在胚珠附近發育而成；來自花粉粒中的雄性配子使胚珠受精。
在英國，迷信認為每年9月15日以後不應該摘採黑莓，因為惡魔已經佔據了這些果物，在葉子上留下印記。這項傳說背後有一定科学道理，因為在這日期之後，潮濕而涼的天氣可能使得果實受到多種黴菌的感染，例如葡萄孢菌，造成果實味道不佳，而且可能有毒。另外也不建議利用或食用長在交通頻繁的馬路邊的黑莓，因為可能會累積空氣污染帶來的毒素。

## 入侵物種
在一些地區，例如紐西蘭以及美國的西北太平洋地區，黑莓已經歸化當地，並被視為一種外来入侵种以及麻煩的雜草。

## 相片

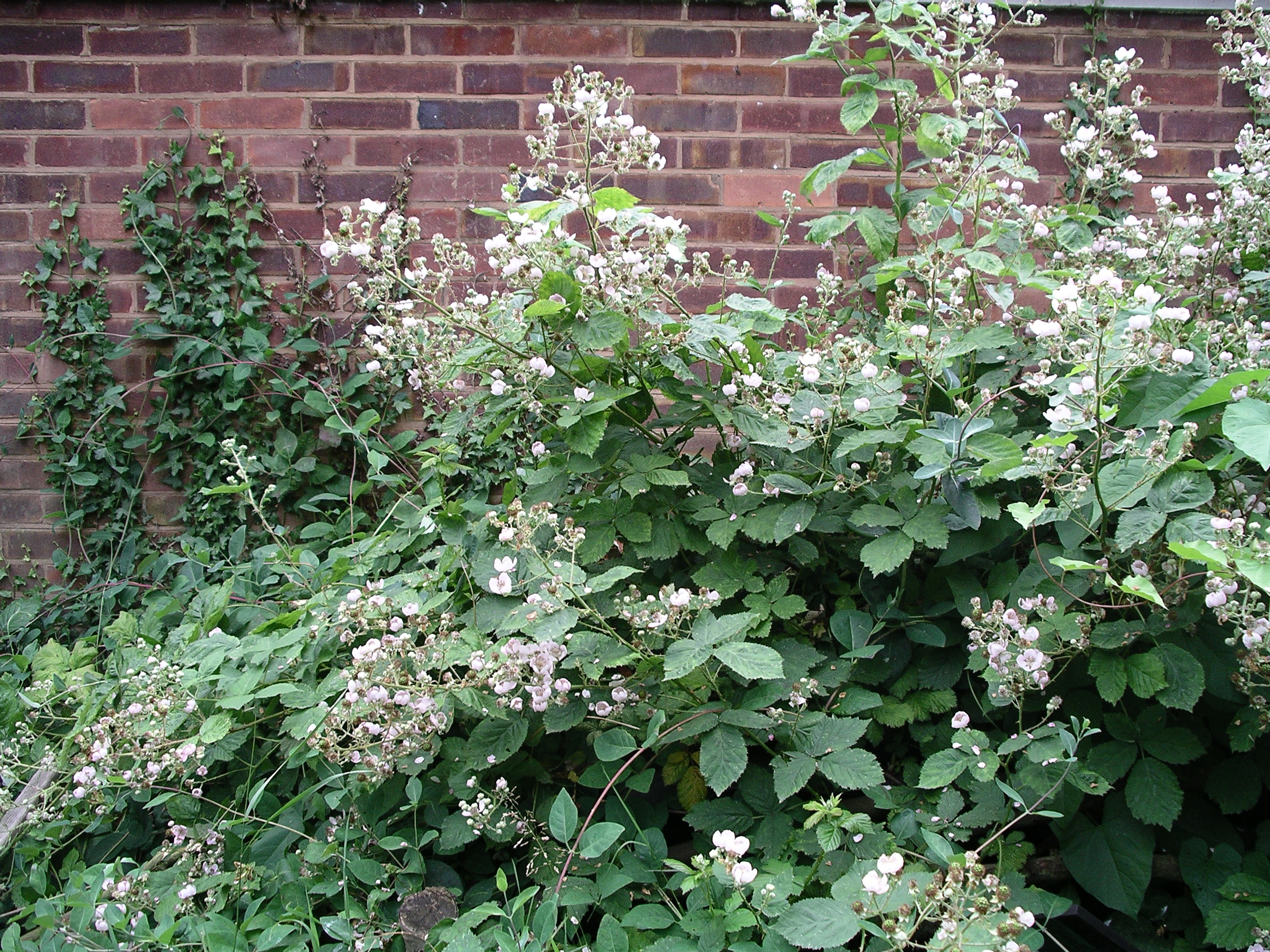
英國六月底的黑莓樹叢
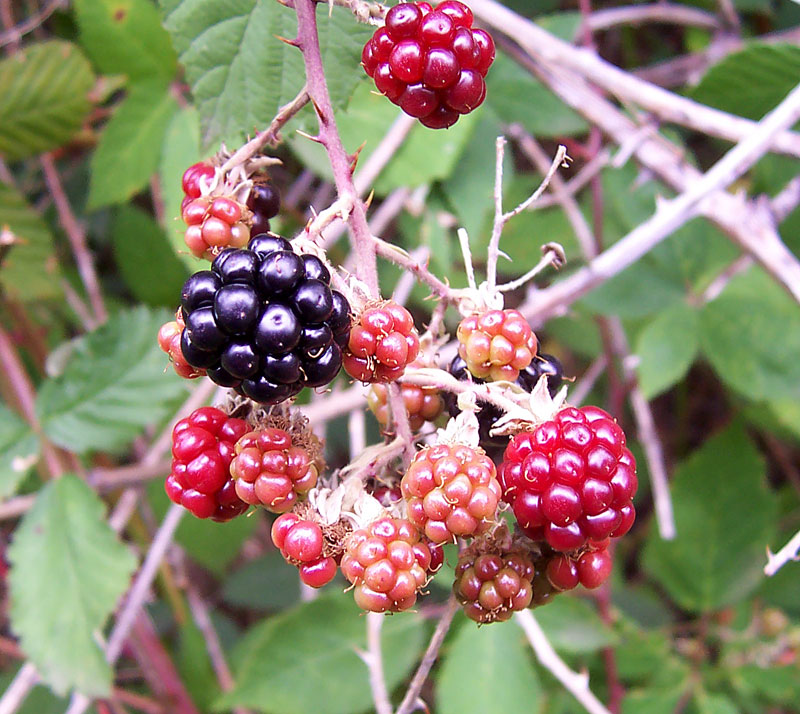
漸要成熟的黑莓漿果
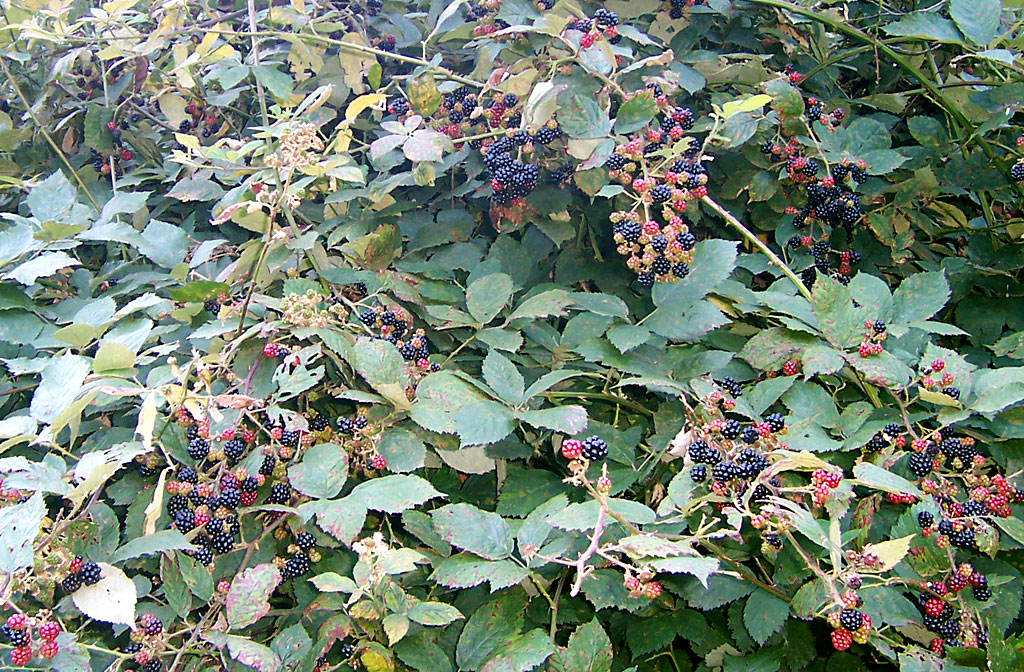
樹叢許多成熟的漿果
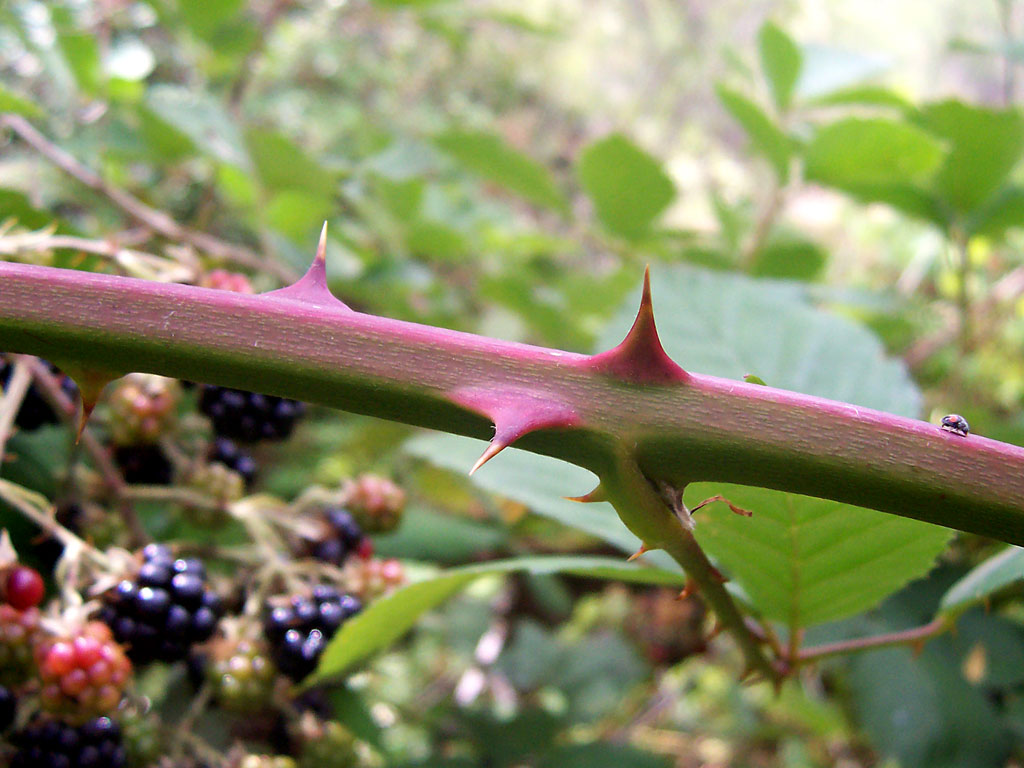
黑莓棘刺
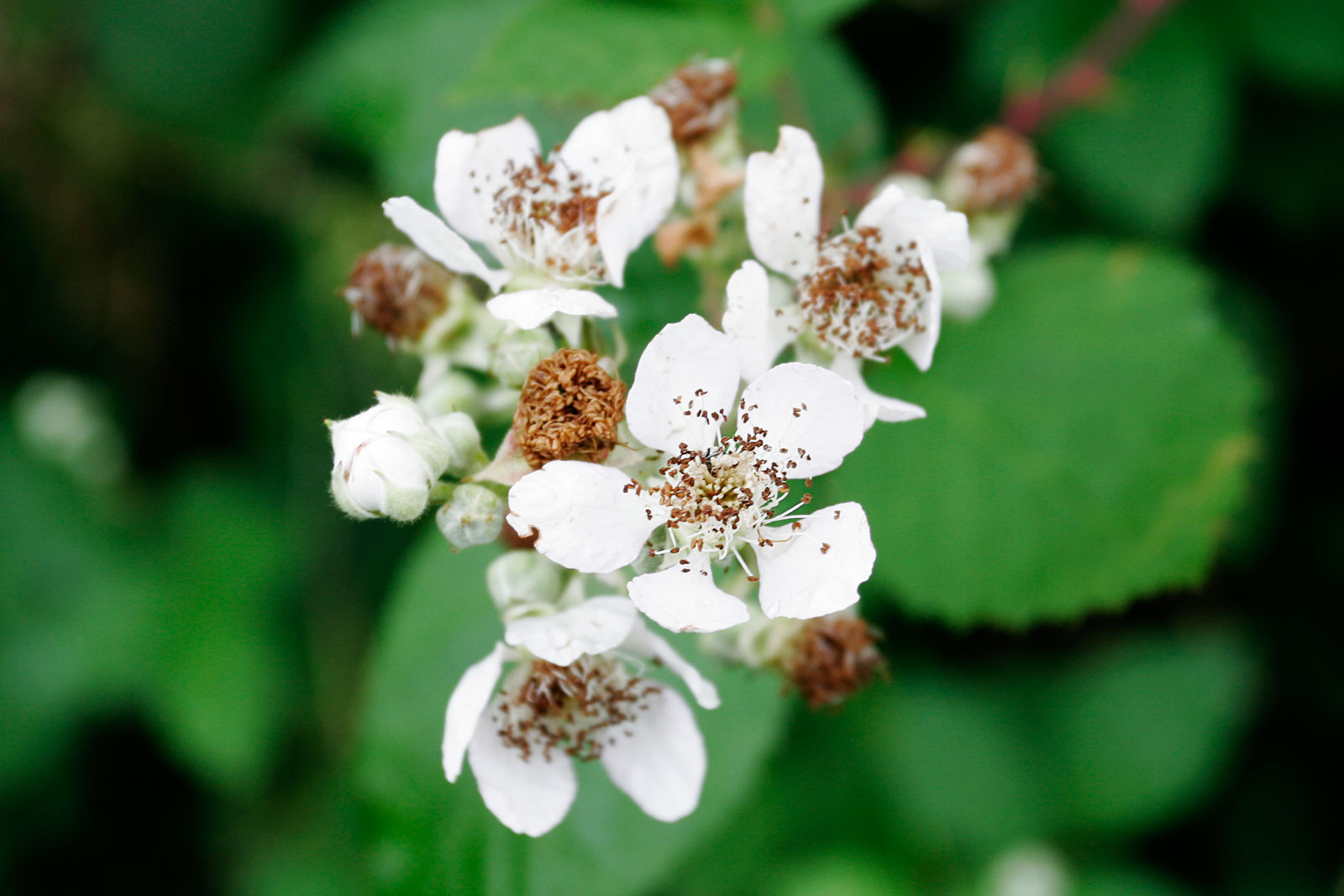
黑莓花

## 外部連結
- Blackberry Pollination Images （页面存档备份，存于）（英文）
- 中国黑莓研究中心 （页面存档备份，存于）
- h2g2 article on Blackberries （页面存档备份，存于）（英文）
- 植物學資訊（英文）
- USDA植物分類報告（英文）